# Kaap Chaljoeskin
Kaap Chaljoeskin (Russisch: Мыс Халюскин) is gelegen aan de oostkust van het Tsjoektsjenschiereiland in de Russische autonome okroeg Tsjoekotka. Kaap Chaljoeskin ligt aan de Beringzee, op een afstand van ca. 20 kilometer ten zuiden van de Metsjigmenbaai. De kaap steekt uit in zee vanuit een rechte kustlijn en heeft een afmeting van ongeveer 400 bij 300 meter (12 hectare). Op de kliffen van Kaap Chaljoeskin is een grote kolonie zeevogels te vinden. Hier broeden 750 à 1.000 paar pelagische aalscholvers (Phalacrocorax pelagicus), 1.500 à 2.200 drieteenmeeuwen (Rissa tridactyla), 75 à 125 paar duifzeekoeten (Cepphus columba) en zeekoeten (Uria aalge) en kortbekzeekoeten (Uria lomvia) tezamen 7.000 à 14.000 paren.